# NGC 1826
NGC 1826 ist die Bezeichnung eines offenen Sternhaufens im Sternbild Dorado. Das Objekt wurde am 24. September 1826 von Jamesa Dunlop entdeckt.